# 康本國際學術園

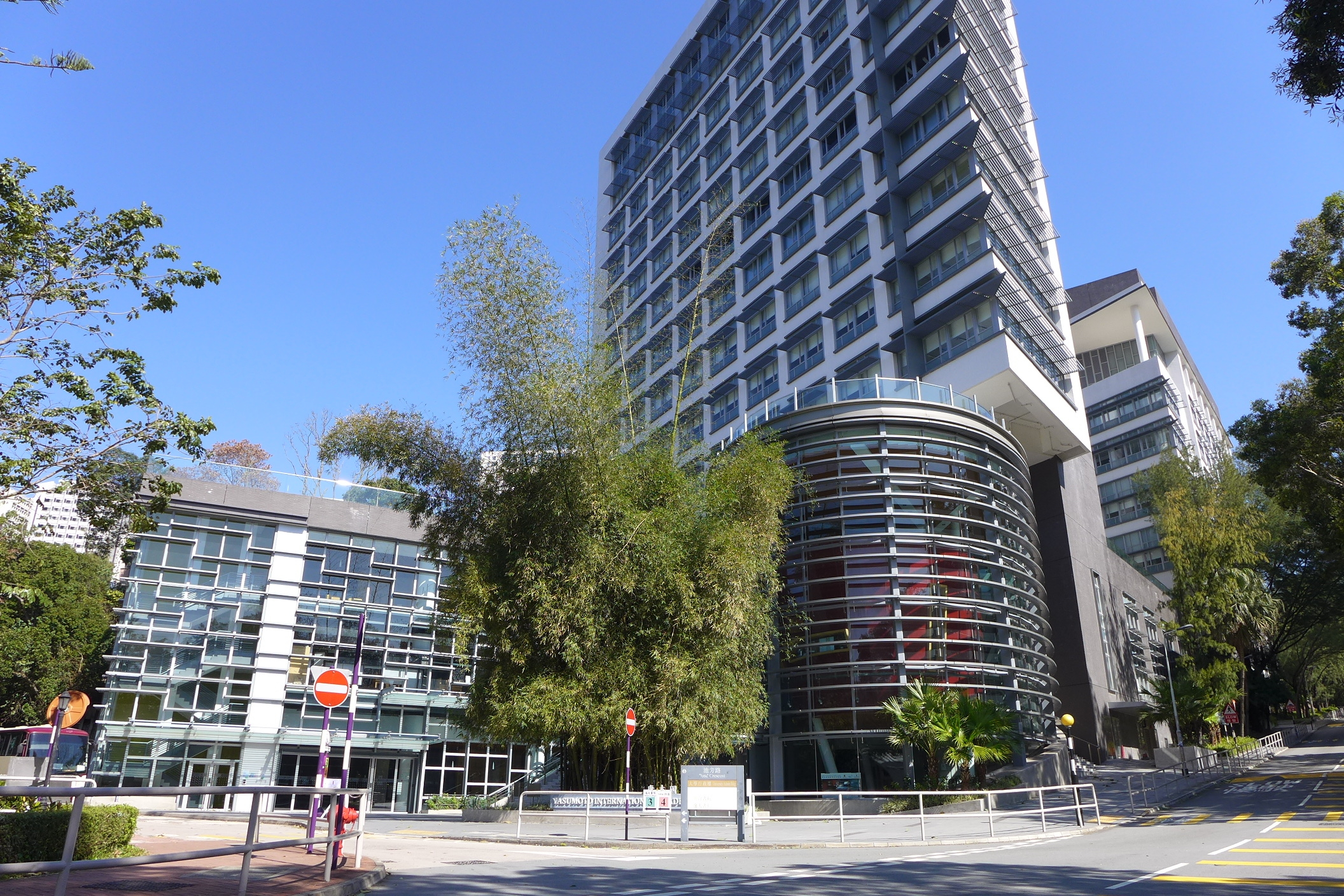
康本國際學術園

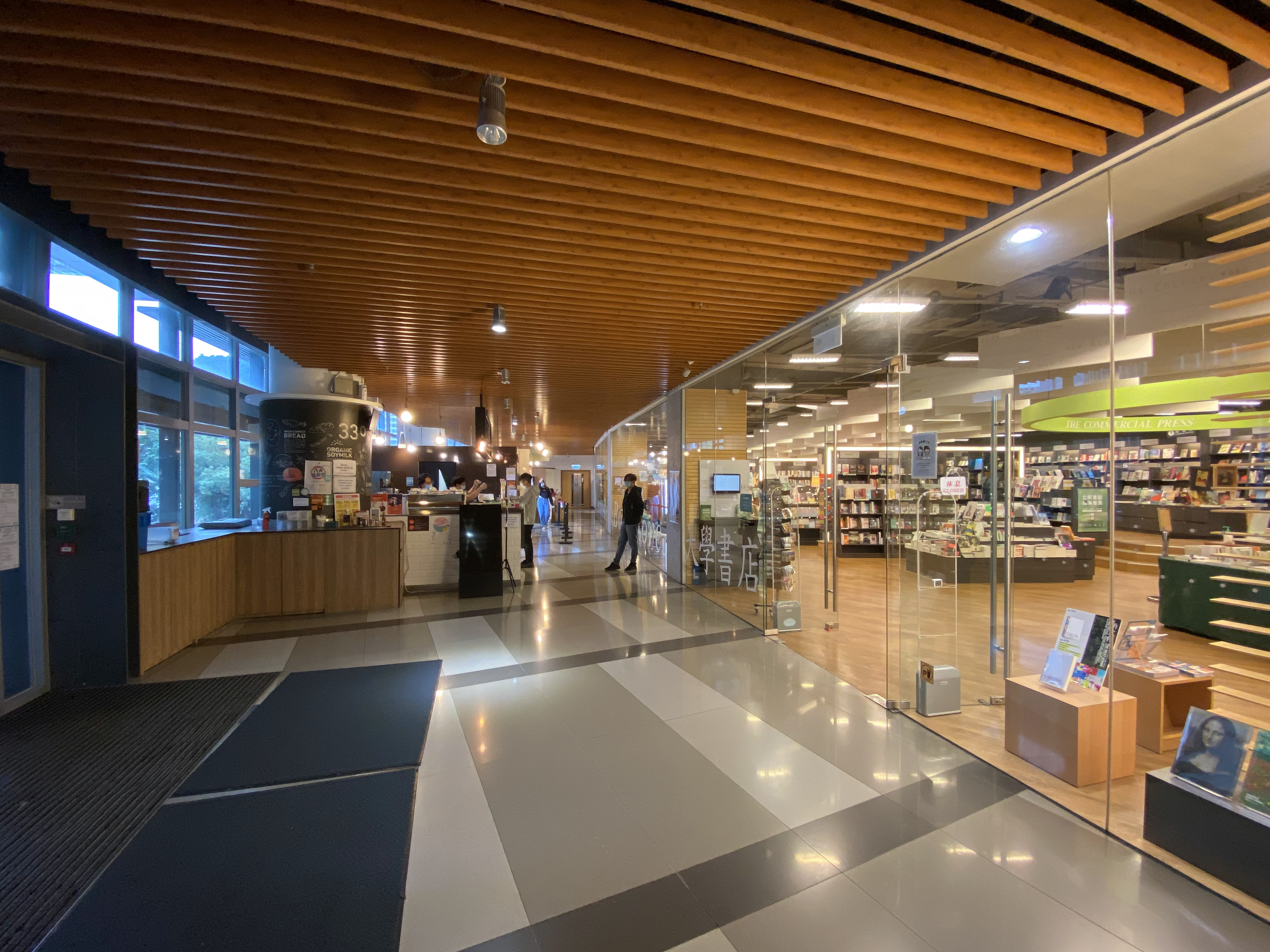
康本國際學術園1樓大學書店和Cafe 330

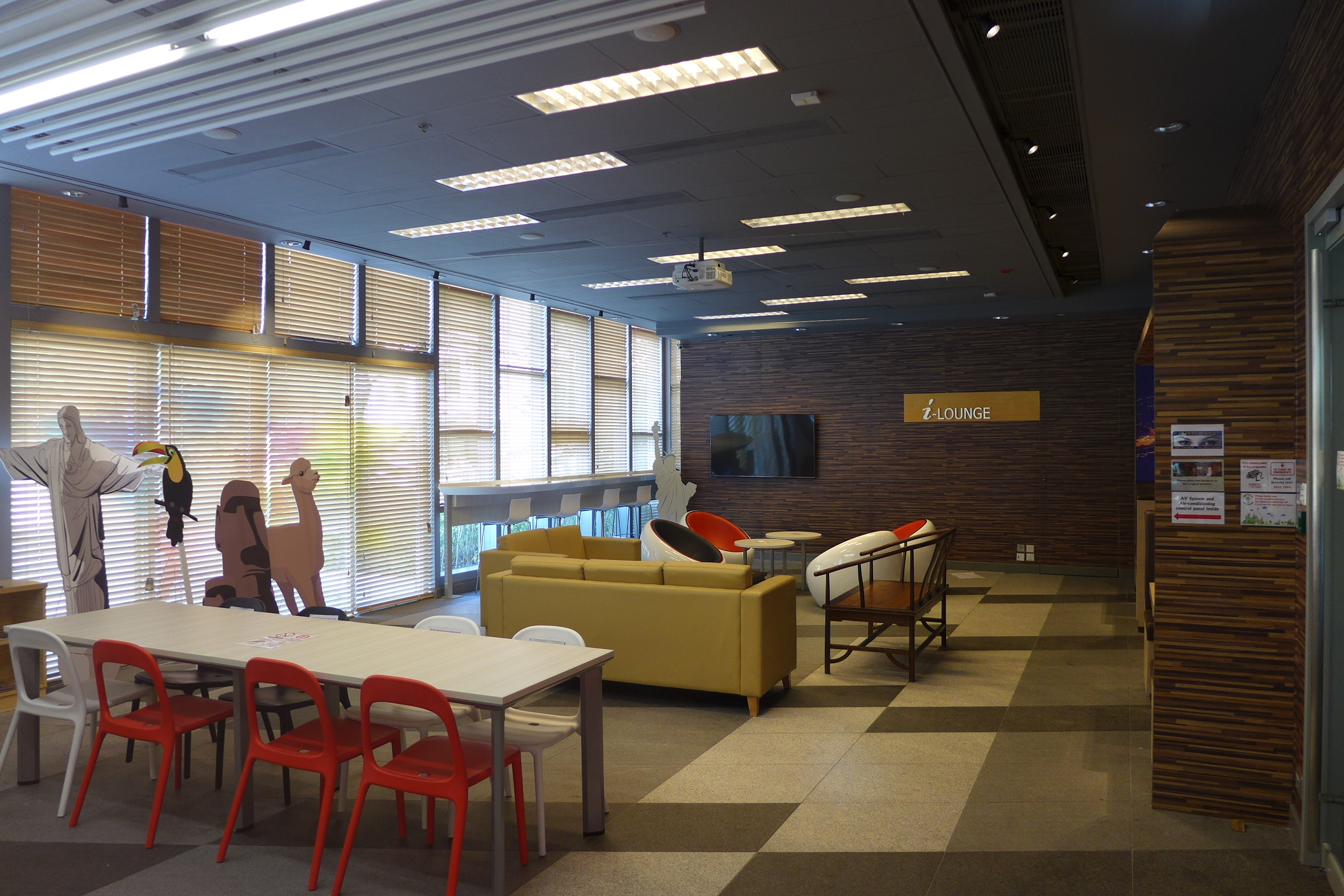
康本國際學術園3樓 i Lounge

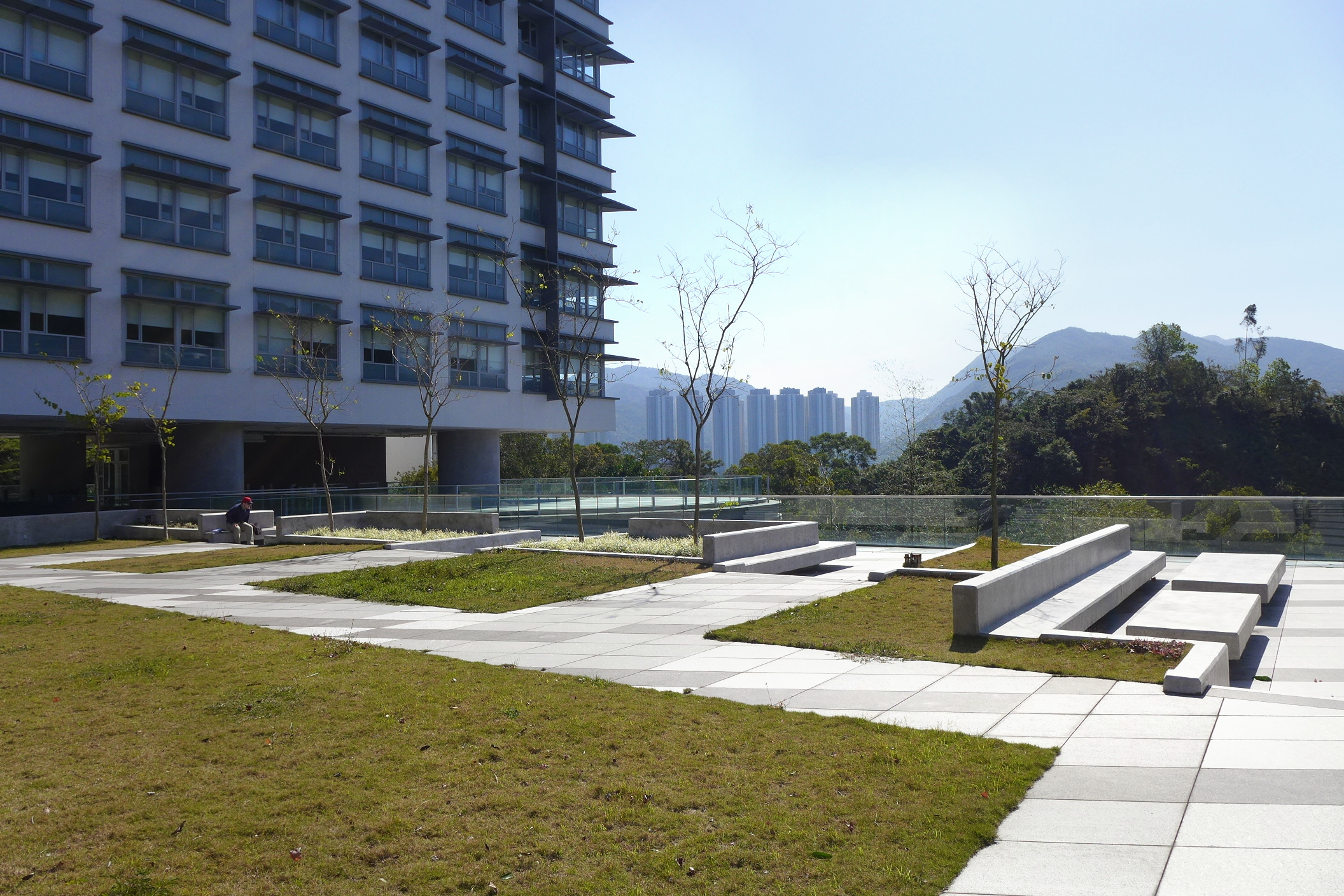
康本國際學術園戶外平台

22°24′58″N 114°12′40″E / 22.416177°N 114.210982°E
康本國際學術園（英語：Yasumoto International Academic Park）是香港中文大學的一座主要大樓，於2012年9月落成，樓高14層，毗鄰伍何曼原樓，提供文化交流、表演和展覽空間及設施。大樓由美國MRY事務所及李景勳、雷煥庭建築師有限公司設計，並由五洋建設承建。

## 歷史
該座大樓前身位置為竹、松、柏職工宿舍。為迎接334學制改革，校園需要擴建，故校方決定將職工宿舍清拆，改建為康本國際學術園及伍何曼原樓（伍宜孫基金會捐贈）。而此樓連同康本國際交流獎學金，乃是旅港日本商人康本健守在港首個捐贈項目。大樓在2013年2月26日開幕，由康本健守伉儷、中大校董會主席鄭海泉及校長沈祖堯主禮。

## 設施
大樓由環保的教學大樓及文化廣場組成，內設大小演講廳及課室、書店、咖啡廳及辦公室。
| 13樓 | - 1303：學術交流處 - 1306：內地及大中華發展處                                                                                    |
| 12樓 | - 1202：入學及學生資助處入學組 - 1206：入學及學生資助處獎學金及經濟援助組 - 1207：香港中文大學健康公平研究所、賽馬會老年學研究所 |
| 11樓 | 教務處註冊及考試組、中國研究中心、香港中文大學健康公平研究所                                                                     |
| 10樓 | 教務處註冊及考試組、學務及素質組                                                                                                 |
| 9樓  | - 903：環境、能源及可持續發展研究所 - 909：社會責任及可持續發展處                                                                |
| 8樓  | 賽馬會氣候變化博物館 |
| 7樓  | 研究院院務室 |
| 6樓  | - 602：香港中文大學健康公平研究所、賽馬會老年學研究所 - 603、605、607、608：語言實驗室 - 606：視聽服務組                         |
| 5樓  | 501 - 511 課室 |
| 4樓  | 401 - 411 課室 |
| 3樓  | i-LOUNGE、平台花園 |
| 2樓  | - 四號至七號及九號演講廳 (LT4 - LT7, LT9) - 和富李宗德演講廳 (LT8) - 201 課室 - 多用途室                                         |
| 1樓  | - 大學書店 - 由商務印書館營運 - Market Cafe - 國際交流中心 - 多元共融事務處 - 停車場                                             |
| 地下 | - 劉佐德演講廳 (LT1) - 廠商會演講廳 (LT2) - 李煜演講廳 (LT3)                                                                     |

## 獎項
- 香港建築師學會2015 年兩岸四地建築設計獎項 - 銀獎
- 亞太房地產領袖高峰會2013年市區活化獎項 - 金獎
- 香港建築師學會 2012年年獎 - 主題建築獎

## 交通
港鐵大學站︰D出口